# Brachinus efflans
Brachinus efflans es una especie de escarabajo de la familia Carabidae.

## Distribución geográfica
Se distribuye por el paleártico: el sur de Europa, el norte de África y el Oriente Próximo.